# Лукьянов (посёлок)
Лукьянов (бел. Лук'янаў) — упразднённый посёлок в Октябрьском сельсовете Буда-Кошелёвского района Гомельской области Белоруссии.
На востоке и юге граничит с лесом.
В связи из радиационным загрязнением после Чернобыльской катастрофы жители (6 семей) переселены в 1990 году в чистые места.

## География

### Расположение
В 11 км на северо-восток от районного центра и железнодорожной станции Буда-Кошелёвская (на линии Жлобин — Гомель), 35 км от Гомеля.

## Транспортная сеть
Транспортные связи по просёлочной дороге, затем по шоссе Довск — Гомель. Планировка состоит из короткой улицы, застроенной деревянными домами усадебного типа.

## История
Основан в начале XX века переселенцами с соседних деревень. Наиболее активная застройка приходится на 1920-е годы. В 1926 году в Лугиничском сельсовете Уваровичского района Гомельского округа. В 1928 году организован колхоз «Верный путь». В 1959 году входил в состав совхоза «Краснооктябрьский» (центр — деревня Октябрь).

## Население

### Численность
- 2010 год — жителей нет.

### Динамика
- 1925 год — 17 дворов 77 жителей.
- 1959 год — 82 жителя (согласно переписи).
- 1990 год — жители (6 семей) переселены.